# Is There Anybody Out There? The Wall Live 1980-81
Pour la chanson figurant sur l'album The Wall de 1979, voir Is There Anybody Out There?.
Albums live de Pink Floyd
Pulse
(1995) Pink Floyd Live at Knebworth 1990
(2021)
Is There Anybody Out There? The Wall Live Pink Floyd 1980-1981 est un double album live de Pink Floyd paru en 2000, en France l'album se classera à la 8e place des charts. Il a été enregistré lors de la tournée de The Wall, en 1980 et 1981, restée fameuse pour sa logistique exceptionnelle : un mur gigantesque prenant toute la largeur de la scène se bâtissait au-devant de la scène, séparant peu à peu le groupe du public jusqu'à être achevé, au moment de la chanson Goodbye Cruel World, puis finalement détruit à la fin de The Trial, suivant le récit de l'opéra-rock.
La pochette de l'album est composée de quatre masques à l'effigie des membres de Pink Floyd, qui étaient portés par quatre musiciens additionnels, formant le surrogate band des chansons In the Flesh? et In the Flesh.
L'album n'est sorti qu'en double CD et double cassette, les vinyles picture disc de cet album qui circulent sont des produits pirates non officiels car l'album n'est jamais sorti officiellement en vinyle. 
L'album reprend l'intégralité des titres de The Wall, ainsi que trois pièces inédites : 
- MC:Atmos, le discours introductif du concert, prononcé par Gary Yudman et repassé à basse vitesse avant In the Flesh ;
- What Shall We Do Now?, également présente dans le film inspiré de l'album ;
- The Last Few Bricks, un medley de chansons de la première partie qui variait d'un concert à l'autre.

## Liste des titres

### Disque 1
1. MC:Atmos – 1:13
2. In The Flesh? – 3:00
3. The Thin Ice – 2:49
4. Another Brick in the Wall part 1 – 4:13
5. The Happiest Days of Our Lives – 1:40
6. Another Brick in the Wall part 2 – 6:19
7. Mother – 7:54
8. Goodbye Blue Sky – 3:15
9. Empty Spaces – 2:14
10. What Shall We Do Now? – 1:40
11. Young Lust – 5:17
12. One of My Turns – 3:41
13. Don't Leave Me Now – 4:08
14. Another Brick in the Wall part 3 – 1:15
15. The Last Few Bricks – 3:26
16. Goodbye Cruel World – 1:41

### Disque 2
1. Hey You – 4:55
2. Is There Anybody Out There? – 3:09
3. Nobody Home – 3:15
4. Vera – 1:27
5. Bring the Boys Back Home – 1:20
6. Comfortably Numb – 7:26
7. The Show Must Go On – 2:35
8. MC:Atmos – 0:37
9. In the Flesh (La chanson comprend une reprise de Mc:Atmos) – 4:23
10. Run Like Hell – 7:05
11. Waiting for the Worms – 4:14
12. Stop – 0:30
13. The Trial – 6:01
14. Outside the Wall – 4:27

## Crédits
Pink Floyd :
- David Gilmour : chant, guitares acoustique et électrique, mandoline sur Outside the Wall
- Roger Waters : chant, basse, guitare acoustique, clarinette sur Outside the Wall
- Nick Mason : batterie, percussions, guitare acoustique sur Outside the Wall

avec : 
- Rick Wright[note 1] : piano, orgue, synthétiseurs, accordéon sur Outside the Wall
- Peter Woods — claviers, guitare acoustique sur Outside the Wall
- Snowy White — guitares (1980)
- Andy Roberts — guitares (1981)
- Andy Bown — basse, guitare acoustique sur Outside the Wall
- Willie Wilson — batterie (sauf le 14 Juin 1981)
- Clive Brooks : batterie (concert du 14 juin 1981)
- John Joyce — chœurs
- Stan Farber — chœurs
- Jim Haas — chœurs
- Joe Chemay — chœurs
- Gary Yudman – MC